# Ectemnonotum cochleatum
Ectemnonotum cochleatum är en insektsart som beskrevs av Schmidt 1909. Ectemnonotum cochleatum ingår i släktet Ectemnonotum och familjen spottstritar. Inga underarter finns listade i Catalogue of Life.